# Zoltán Cziffra
Zoltán Cziffra (Hungría, 10 de noviembre de 1942) fue un atleta húngaro especializado en la prueba de triple salto, en la que consiguió ser subcampeón europeo en 1969.

## Carrera deportiva
En el Campeonato Europeo de Atletismo de 1969 ganó la medalla de plata en el triple salto, con un salto de 16.85 metros, siendo superado por el soviético Viktor Saneyev (oro con 17.34 metros) y por delante del alemán Klaus Neumann (bronce con 16.68 metros).